# Uwe Unterwalder
Uwe Unterwalder   (Berlín, 15 de juliol de 1950) és un ciclista de l'Alemanya de l'Est, ja retirat, que es dedicà al ciclisme en pista. Va córrer durant els anys 70 del segle xx i en el seu palmarès destaquen dues medalles olímpiques.
Durant la seva carrera esportiva va prendre part en tres edicions dels Jocs Olímpics. El 1972, a Múnic, junt amb Thomas Huschke, Heinz Richter i Herbert Richter, va guanyar la medalla de plata en la persecució per equips; medalla que tornà a guanyar el 1980, a Moscou, aquest cop junt a Gerald Mortag, Matthias Wiegand i Volker Winkler. El 1976, a Mont-real, quedà en quarta posició, també en la mateixa prova.
També guanyà el campionat del món de persecució per equips de 1978 i set campionats nacionals.

## Palmarès
- 1969
  -  Campió de la RDA de persecució per equips, amb Thomas Huschke i Wolfgang Schmelzer
- 1971
  -  Campió de la RDA de persecució per equips, amb Thomas Huschke i Klaus Jürgen Grünke
- 1971
  -  Medalla de plata al Campionat del món de ciclisme en pista de persecució per equips
- 1972
  -  Medalla de plata als Jocs Olímpics de Múnic en persecució per equips, junt a Thomas Huschke, Heinz Richter i Herbert Richter
- 1974
  -  Campió de la RDA de persecució per equips, amb Thomas Huschke i Klaus Jürgen Grünke
  -  Medalla de plata al Campionat del món de ciclisme en pista de persecució per equips
- 1975
  -  Campió de la RDA de persecució per equips, amb Thomas Huschke
  -  Medalla de bronze al Campionat del món de ciclisme en pista de persecució per equips
- 1976
  -  Campió de la RDA de persecució per equips, amb Thomas Huschke
  -  Campió de la RDA de velocitat per equips, amb Thomas Huschke
- 1977
  -  Campió de la RDA de persecució per equips
  -  Medalla de plata al Campionat del món de ciclisme en pista de persecució
- 1978
  -  Campió del món de ciclisme en pista de persecució per equips, amb Gerald Mortag, Matthias Wiegand i Volker Winkler
  -  Medalla de bronze al Campionat del món de ciclisme en pista de persecució
- 1980
  -  Medalla de plata als Jocs Olímpics de Moscou en persecució per equips, junt a Gerald Mortag, Matthias Wiegand i Volker Winkler